# Duży Cisowiec

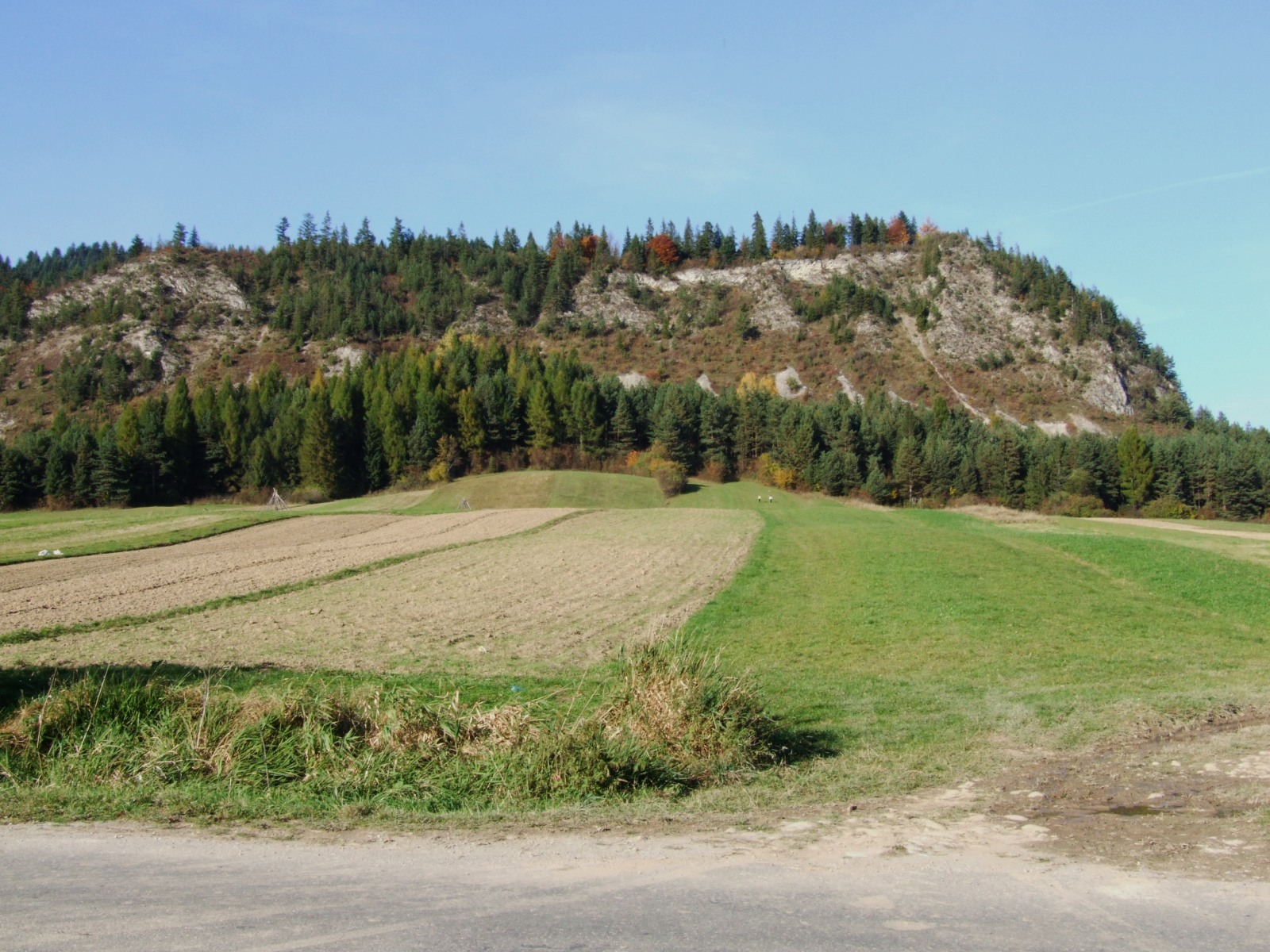
Duży Cisowiec i Zamczysko, widok z szosy do Sromowiec Niżnych

Duży Cisowiec (648 m) – wzniesienie w masywie Flaków w Pieninach Czorsztyńskich. Znajduje się w pasie skał wznoszącym się od północy nad polami Sromowiec Wyżnych w województwie małopolskim, w powiecie nowotarskim, w gminie Czorsztyn. W kolejności od zachodu na wschód w pasie tym wyróżnia się trzy formacje skalne: Mały Cisowiec, Duży Cisowiec i Zamczysko. Wszystkie znajdują się na obszarze Pienińskiego Parku Narodowego (na jego południowych obrzeżach). Są dobrze widoczne z drogi od Krośnicy do Sromowiec Niżnych.
Nazwa skał pochodzi od występujących tu jeszcze kilku sztuk cisów. Jest stara, w dokumentach występuje już w roku 1822. Duży Cisowiec zbudowany jest ze zwietrzałych wapieni i porasta go ciekawa flora sucholubnych i wapieniolubnych roślin. Stwierdzono też występowanie tak rzadkich roślin, jak marzanka pagórkowa i irga czarna.
Duży Cisowiec znajduje się w Pienińskim Parku Narodowym. Po jego północno-zachodniej stronie znajduje się duża polana Za Cisowcem.